# Ревидирани исход трауме
Ревидирани исход трауме (РИТ) или ревидирани систем бодовања трауме је физиолошки систем бодовања заснован на почетним виталним знацима пацијента са атраумом. Он је дизајниран за теренску тријажу пацијената који су значајно повређени и захтевају трансфер у центар за трауму.
Нижи резултат указује на већу тежину трауме (повреде). РИТ се се широко користи за одлуке о тријажи, јер на основу њега пацијенти добијају оцену од 0 до 4 за , појединачно за Глазговску скалу коме, систолни крвни притисак и респираторну фреквенцију, па на основу тога пацијенте са комбинованим резултатом < 11 треба одмах упутити у центар за трауму.

## Историја
Ревидирани исход трауме је развијен 1970-их година  и укључује респираторни фреквенцију, систолни крвни притисак и Ревидирану скалу коме. Иако има добру корелацију са прогнозом, како РИТ захтева прорачунску табелу јер се коефицијенти примењују на физиолошке варијабле , нешто касније развијена је поједностављена верзија (Т-РИТ).

## Примена у тријажи
Озбиљне повреде су водећи узрок смрти у свету и повезане су са значајним људским и друштвеним оптерећењем у смислу инвалидитета, трошкова и губитка продуктивности.,. Превенција трауме и организација збрињавања трауме је прави изазов за наша друштва, јер утиче на прогнозу. Тешка повреда се појављује (или би требало да се појави) као прави јавноздравствени проблем који остаје осетљив на различите нивое мера превенције укључујући:
- примарну превенцију (превенцију догађаја),

- секундарну превенцију (смањење тежине(а) повреде која је резултат догађаја),

- терцијарну превенцију (оптимизација исхода повезаног са догађајем од његовог настанка).[тражи се извор]

Систем трауме је структуриран око прехоспиталног почетног управљања и тријаже, као и болничке неге и рехабилитације, који су повезани са подучавањем и истраживањем, унутар дефинисаног географског подручја интегрисаног у регионални систем јавног здравља. Већ деценију се показало да је примена система трауме ефикасна у многим деловима света, посебно у Северној Америци, али иу другим земљама као што су Немачка, Аустралија, Холандија и Израел  У Француској је развој мрежа почео пре отприлике пре двадесет година у региону Рона-Алпи са мрежама „СОС-Траума”. Циљ је на крају био да се пацијенти усмере у болницу са ресурсима и искуством неопходним за лечење њихових повреда.

## Добијање резултата РИТ
Ревидирани исход трауме је изведен из две раније верзије тријажних резултата, Индекса тријаже и резултата трауме. РИТ има три варијабле:
- Глазговску скалу коме,
- систолни крвни притисак,
- брзина дисања.

Иако има добру корелацију са прогнозом, међутим да би се добио резултат потребна је применити прорачунску табелу јер се коефицијенти примењују на физиолошке варијабле, односно РИТ је збир сваке променљиве помножен са пондерисаним коефицијентом.
РИТ = 0,9368 (ГСК) + 0,7326 (СКП) + 0,22908 (БР)
где је,
ГСК - Глазговска скала коме
СКП - систолни крвни притисак,
БР - број респиурација. 
Утврђено је да ове варијабле статистички корелирају са преживљавањем и морталитетом. Већи РИТ је повезан са већом шансом за преживљавање. Повређеном пацијенту са РИТ скором од 11 или нижим препоручује се лечење у одређеном центру за трауму. 
Опсег резултата је 0–12. 
У СТАРТ тријажи, пацијент са РИТ резултатом од:
- 12 је означен као одложен,

- 11 је хитан,

- 3–10 је непосредан.

Они који имају РИТ испод 3 проглашавају се мртвима и не би требало да добију одређену негу јер је мало вероватно да ће преживети без значајне количине ресурса.

### Бодовање
Резултат бодовања су следећи:
| ГСК   | Поени |
| 15–13 | 4     |
| 12–9  | 3     |
| 8–6   | 2     |
| 5–4   | 1     |
| 3     | 0     |

| СКП   | Поени |
| >89   | 4     |
| 76–89 | 3     |
| 50–75 | 2     |
| 1–49  | 1     |
| 0     | 0     |

| БР    | Поени |
| 10-29 | 4     |
| >29   | 3     |
| 6–9   | 2     |
| 1–5   | 1     |
| 0     | 0     |

Вредности за РИТ су у опсегу од 0 до 7,8408.  
РИТ је у великој мери пондерисан према Глазговској скали коме да би се компензовале тешке повреде главе без мултисистемских повреда или великих физиолошких промена. 
Предложен је да праг РИТ-а < 4 буде намењен пацијентима које треба лечити у трауматолошком центру, иако ова вредност може бити донекле ниска.

### Педијатријска скала РИТ
| Телесна тежина (кг) | Проходност дисајних путева  | Систолни крвни притисак (мм Хг) | Стање свести | Присуство рана | Повреде коштаног система        | Број бодова |
| ------------------- | --------------------------- | ------------------------------- | ------------ | -------------- | ------------------------------- | ----------- |
| >20                 | спонтано дисање             | >90                             | свесни       | без повреда    | одсутан                         | +2          |
| 10-20               | не захтева инвазивне методе | 50-90                           | поспани      | лакше повреде  | затворени преломи               | +1          |
| <10                 | захтева инвазивне методе    | <50                             | кома         | опсежне ране   | отворени или вишеструки преломи | -1          |

Код опсега бодовања од -6 до +12 поена, резултат од 8 поена или мање указује на значајан ризик од смрти. Код пацијената са бројем поена испод 0, стопа морталитета је близу 100%.